# Bobry (rejon lidzki)
Bobry (biał. Бабры, Babry; ros. Бобры, Bobry) – wieś na Białorusi, w obwodzie grodzieńskim, w rejonie lidzkim, w sielsowiecie Chodorowce.

## Historia
Dawniej wieś i majątek ziemski (folwark). W XIX i w początkach XX w. położone były w Rosji, w guberni wileńskiej, w powiecie lidzkim, w gminie Lebioda. Były własnością Ważyńskich.
W dwudziestoleciu międzywojennym leżały w Polsce, w województwie nowogródzkim, w powiecie szczuczyńskim (od 29 maja 1929, wcześniej w powiecie lidzkim), w gminie Lebioda. W 1921 wieś liczyła 192 mieszkańców, zamieszkałych w 33 budynkach, w tym 190 Białorusinów i 2 Polaków. 191 mieszkańców było wyznania prawosławnego i 1 rzymskokatolickiego. Folwark liczył zaś 26 mieszkańców, zamieszkałych w 3 budynkach, w tym 24 Białorusinów i 2 Polaków. 17 mieszkańców było wyznania prawosławnego, 7 rzymskokatolickiego i 2 mojżeszowego.
Po II wojnie światowej w granicach Związku Sowieckiego. Od 1991 w niepodległej Białorusi.